# فرانسيس كاثرين بارنارد
فرانسيس كاثرين بارنارد (بالإنجليزية: Frances Catherine Barnard)‏ (7 مايو 1796 - 30 يناير 1869)؛ مؤلِّفة، كاتِبة مسرحية وشاعرة بريطانية.